# 辽宁日报
《辽宁日报》是中共辽宁省委机关报，于1954年9月1日创刊，属于辽宁日报报业集团。该报刊的前身是1945年创办的《东北日报》。

## 历史
1945年11月1日，中国共产党在东北解放区创办《东北日报》，这即今日的《辽宁日报》。1954年8月31日，东北大区撤销，《东北日报》正式停刊。1954年9月1日，《辽宁日报》正式创刊。
2018年，报纸入选2017年全国百强报纸推荐名单。

## 著名报道
2014年11月13日，《辽宁日报》用一个整版刊发公开信《老师，请不要这样讲中国》。该文称，通过旁听5所城市20多所高校，对近百次课堂教学内容进行分析后发现，如今有一部分的中华人民共和国的高校教师没有认识到“社会是不完美的，实现中华民族伟大复兴的中国梦还要克服很多困难”，缺乏对马列主义、毛泽东思想的“理论认同”，缺乏对中华人民共和国及中国共产党现行制度的政治认同。该文向这一部分高校教师建言，大学课堂上的中国应要有“光明的未来”，教学时要保持“客观理性”。
公开信的方式及内容引起了讨论。中国人民大学教授张鸣表示，针对教学内容的异议，可以在教学科研层面进行具体讨论，而不应以派记者听课、收集整理材料、发公开信的形式进行，指这种做法「很像間諜，而規勸和指導別人講課，行為越軌。」而《中國青年網》在11月14日刊登署名「國平」的文章支持该报道，称该报道「讓我們看到了網路上、社會上汙衊辱罵祖國等負面情緒的一個源頭」。